# Pop! OS
Pop! OS est un système d'exploitation GNU/Linux libre et gratuit, basé sur Ubuntu. 
Crée en 2017 par l'entreprise américaine System76, Pop!_OS a été conçu pour être intégré aux ordinateurs construits par System76, mais peut aussi être téléchargé et installé sur la plupart des ordinateurs,.
Pop!_OS fournit un support complet prêt à l'emploi pour les GPU AMD et Nvidia, et est considéré comme une distribution facile à configurer pour les jeux, principalement en raison de son support GPU intégré. Pop!_OS offre un chiffrement de disque par défaut, une gestion simplifiée des fenêtres et de l'espace de travail, des raccourcis clavier pour la navigation ainsi que des profils de gestion de l'énergie intégrés. Les dernières versions comportent également des packages qui permettent une configuration facile pour TensorFlow et CUDA,.
Pop!_OS est principalement maintenu par System76, le code source étant hébergé dans un dépôt GitHub. Contrairement à de nombreuses autres distributions Linux, elle n'est pas gérée par la communauté, bien que des programmeurs extérieurs puissent contribuer, consulter et modifier le code source afin de construire des images ISO personnalisées et les redistribuer sous un autre nom,.

## Spécificité de Pop! OS
- Pop!_OS utilise principalement des logiciels libres, avec quelques logiciels propriétaires utilisés pour les pilotes de matériel pour le Wi-Fi, les GPU dédiés et les codecs de médias.
- Il est livré avec une large gamme de logiciels par défaut, dont LibreOffice, Firefox et Geary. Des logiciels supplémentaires peuvent être téléchargés à l'aide du gestionnaire de paquets[6].
- Pop!_OS utilise APT comme gestionnaire de paquets avec le support Flatpak (depuis la version 20.04 LTS). Les paquets logiciels sont disponibles dans les dépôts Ubuntu, ainsi que dans les propres dépôts de Pop!_OS.
- Pop!_OS ne supporte pas les Snap et n’inclut pas Snapd
- Pop!_OS dispose d'une interface GNOME Shell personnalisée, avec un thème Pop!_OS[9],[10].
- Le menu système de GNOME permet de basculer entre différents modes vidéo sur les ordinateurs portables à double GPU. Il existe trois modes d'affichage : hybride, discret et iGPU uniquement. Il existe un paquet de gestion de l'énergie développé à partir de la distribution Clear Linux[11],[6].
- Pop!_OS utilise Xorg comme gestionnaire d'affichage, avec Wayland disponible en option. Wayland ne supporte pas les pilotes de périphériques propriétaires, en particulier Nvidia, alors que Xorg est supporté. Pour permettre l'utilisation des pilotes propriétaires Nvidia pour la plupart des performances et la commutation GPU, Pop!_OS utilise uniquement Xorg à ce jour[12],[13],[14],[15].
- Les programmes TensorFlow et CUDA peuvent être ajoutés en installant des paquets depuis les dépôts Pop!_OS sans configuration supplémentaire[16].
- GRUB est remplacé par systemd-boot
- Pop!_OS inclut une partition de récupération qui peut être utilisée pour rafraîchir le système tout en préservant les fichiers des utilisateurs. Elle ne peut être utilisée que si elle est configurée lors de l'installation[17].

## Installation
Pop!_OS fournit deux images ISO à télécharger : une avec les pilotes vidéo AMD et une autre avec les pilotes Nvidia. Le fichier ISO approprié peut être téléchargé et écrit sur une clé USB ou un DVD à l'aide d'outils tels que Etcher ou UNetbootin.
Pop!_OS a d'abord utilisé un installateur sur le thème d'Ubuntu. Plus tard, il est passé à un installateur personnalisé construit en partenariat avec elementary OS,.

## Tableau des versions
Pop!_OS est basé sur Ubuntu et son cycle de sortie est le même que celui d'Ubuntu, avec de nouvelles sorties tous les six mois en avril et en octobre. Les versions de support à long terme sont publiées tous les deux ans, en avril des années paires. Chaque version non-LTS est prise en charge pendant trois mois après la sortie de la version suivante, comme Ubuntu. Le support des versions LTS est assuré jusqu'à la sortie de la prochaine version LTS. Ce délai est considérablement plus court qu'Ubuntu qui offre un support de 5 ans pour les versions LTS.
| Version   | Basé sur le système | Date de sortie   | Date d'obsolescence |
| --------- | ------------------- | ---------------- | ------------------- |
| 17.10     | Ubuntu 17.10        | 27 octobre 2017  | octobre 2018        |
| 18.04 LTS | Ubuntu 18.04 LTS    | 30 avril 2018    | avril 2020          |
| 18.10     | Ubuntu 18.10        | 19 octobre 2018  | octobre 2019        |
| 19.04     | Ubuntu 19.04        | 20 avril 2019    | janvier 2020        |
| 19.10     | Ubuntu 19.10        | 19 octobre 2019  | octobre 2020        |
| 20.04 LTS | Ubuntu 20.04 LTS    | 30 avril 2020    | avril 2022          |
| 20.10     | Ubuntu 20.10        | 23 octobre 2020  | octobre 2021        |
| 21.10     | Ubuntu 21.10        | 14 décembre 2021 |                     |
| 22.04 LTS | Ubuntu 22.04 LTS    | 25 avril 2022    |                     |

### 17.10

Pop!_OS 18.04 LTS

Avant de créer Pop!_OS, System76 livrait tous ses ordinateurs avec Ubuntu préinstallé. Le développement de Pop!_OS a commencé en 2017, après qu'Ubuntu ait décidé d'arrêter le développement d'Unity et de revenir à GNOME comme environnement de bureau. La première version de Pop!_OS était la 17.10, basée sur la version 17.10 d'Ubuntu Dans un billet de blog expliquant la décision de construire la nouvelle distribution, la société a déclaré qu'il y avait un besoin pour une distribution de bureau en premier. La première version était une version personnalisée d'Ubuntu GNOME, avec des différences essentiellement visuelles. Différentes applications par défaut ont été ajoutées et certains paramètres ont été modifiés. Le thème Pop initial était une bifurcation du thème Adapta GTK, plus d'autres projets en amont. La version 17.10 a également intégré le magasin de logiciels Pop!_Shop, qui est un dérivé de l'app store d'elementary OS. La revue Bertel King of Make Use a noté que System76 ne se contente pas de prendre Ubuntu et de lui donner un nom différent. King a généralement fait l'éloge de cette version, mais a critiqué les incohérences visuelles entre les applications qui ont été optimisées pour la distribution et celles qui ne l'ont pas été, et le magasin d'applications, Pop!_Shop, comme étant incomplet. Pour les utilisateurs qui voudraient l'essayer sur du matériel existant, il a conclu que « maintenant qu'Ubuntu 17.10 a adopté GNOME, c'est une raison de moins pour installer Pop!_OS sur Ubuntu. »

### 18.04 LTS
La version 18.04 a ajouté des profils de puissance qui permet une commutation GPU facile (en particulier pour les ordinateurs portables équipés de Nvidia Optimus), le support HiDPI, le chiffrement complet du disque et l'accès au dépôt Pop!_OS.
En 2018, le critique Phillip Prado a décrit Pop!_OS 18.04 comme « une belle distribution Linux ». Il a conclu : « globalement, je pense que Pop!_OS est une distribution fantastique que la plupart des gens pourraient vraiment apprécier s'ils ouvraient leur flux de travail à quelque chose auquel ils sont ou non habitués. Elle est propre, rapide et bien développée. Ce qui, je pense, est exactement ce que le système 76 visait ici ».

### 18.10
La version 18.10 a été publiée en octobre 2018. Elle comprenait un nouveau noyau Linux, une pile graphique, des changements de thèmes et des applications mises à jour, ainsi que des améliorations de la boutique de logiciels Pop!_Shop.

### 19.04
La version 19.04 était principalement une mise à jour incrémentale, correspondant à la même version d'Ubuntu. Elle comprenait une option Slim Mode pour maximiser l'espace à l'écran, tout en réduisant la hauteur des en-têtes des fenêtres de l'application, ainsi qu'un nouveau mode sombre pour une utilisation nocturne et un nouveau jeu d'icônes. Joey Sneddon du site OMG ! Ubuntu ! a passé en revue Pop!_OS 19.04 en avril 2019 et a écrit : « Je ne vois aucune valeur appréciable dans Pop OS. Certainement rien qui me ferait le recommander par rapport à Ubuntu 19.04 ... »

### 19.10
En plus des mises à jour progressives, la version 19.10 a introduit Tensorman, un outil personnalisé de gestion de la chaîne d'outils TensorFlow, un support multilingue et un nouveau thème basé sur Adwaita,,.
Dans une comparaison de 2019 entre Pop!_OS et Ubuntu, Ankush Das de It's FOSS a constaté que si les deux distributions ont leurs avantages, « le schéma de couleurs global, les icônes et le thème qui se déroule dans Pop!_OS est sans doute plus agréable en tant qu'expérience utilisateur supérieure ».

### 20.04 LTS
Pop!_OS 20.04 LTS a été publié le 30 avril 2020 et est basé sur Ubuntu 20.04 LTS. Il a introduit l'auto-inclinaison[à définir] sélectionnable, a étendu les raccourcis clavier et la gestion des espaces de travail. Il a également ajouté le support du magasin d'applications Pop!_Shop pour Flatpak et a introduit un « mode graphique hybride » pour les ordinateurs portables, permettant de fonctionner en utilisant le GPU Intel à faible consommation d'énergie, puis de passer au GPU NVidia pour les applications qui le nécessitent. Les mises à jour du micrologiciel sont devenues automatiques et les mises à jour du système d'exploitation pouvaient être téléchargées et appliquées ultérieurement hors ligne.
En examinant Pop!_OS 20.04 beta, l'éditeur de FOSS Linux, Divya Kiran Kumar a noté, « avec ses espaces de travail très efficaces, sa gestion avancée des fenêtres, ses nombreux raccourcis clavier, son cryptage de disque prêt à l'emploi et sa myriade d'applications préinstallées. Ce serait un excellent choix pour quiconque espère utiliser son temps et ses efforts de manière efficace. »
Jason Evangelho a passé en revue Pop!_OS dans FOSS Linux Janvier 2020 et l'a déclaré la meilleure distribution basée sur Ubuntu.
Le test de Pop!_OS 20.04 par Ankush Das dans It's FOSS en mai 2020 l'a qualifié de « meilleure distribution basée sur Ubuntu » et a conclu, « avec la fonction de carrelage des fenêtres, le support flatpak et de nombreuses autres améliorations, mon expérience avec Pop!_OS 20.04 a été excellente jusqu'à présent. »
Joey Sneddon, du site OMG Ubuntu!, a écrit à propos de Pop!_OS 20.04, « il révolutionne en quelque sorte l'ensemble de l'expérience utilisateur ». Il a ajouté : « Le fait que cette distribution n'hésite pas à satisfaire les utilisateurs les plus exigeants, et qu'elle parvienne d'une manière ou d'une autre à la faire fonctionner pour tout le monde, souligne pourquoi la soi-disant fragmentation n'est pas une mauvaise chose : c'est une technique de survie caméléon qui permet à Linux de s'adapter à tout ce que la tâche exige. C'est le T-1000 de l'informatique, si l'on en croit la référence. Et je ne peux pas mentir : Ubuntu pourrait vraiment apprendre quelques trucs de cette approche ».
Dans un article paru le 19 octobre 2020 dans FOSS Bytes, Mohammed Abubakar la qualifie de « meilleure distribution basée sur Ubuntu » et affirme qu'il s'agit d'une « distribution Linux basée sur Ubuntu qui trouve un équilibre parfait entre une utilisation conviviale pour les débutants et une utilisation professionnelle ou pour les jeux ».

### 20.10
Pop!_OS 20.10 est sorti le 23 octobre 2020 et est basé sur Ubuntu 20.10. Il a introduit des fenêtres empilables et des exceptions pour les fenêtres flottantes en mode auto-inclinaison. La mise à l'échelle fractionnée a également été introduite, ainsi que la prise en charge d'un moniteur externe pour les graphiques hybrides,.
Le critique de Beta News Brian Fagioli a notamment loué la disponibilité de la mise à l'échelle fractionnée et de l'empilage et a noté que « ce que la société fait avec Pop!_OS, c'est essentiellement d'améliorer Ubuntu avec des ajustements et des changements pour le rendre encore plus convivial. En fin de compte, Pop!_OS est devenu bien meilleur que le système d'exploitation sur lequel il est basé ».

### 21.04
Pop!_OS 21.04 est sorti le 29 juin 2021 et est basé sur Ubuntu 21.04. Il a introduit le nouvel environnent de bureau COSMIC (Computer Operating System Main Interface Components) basé sur GNOME. Cette environnent de bureau introduit un dock et un nouveau lanceur. De plus y sont introduits les gestes pour les pavés tactiles.

### 21.10
Pop!_OS 21.10 est sorti le 14 décembre 2021 et est basé sur Ubuntu 21.10 néanmoins, il utilise la version de noyau Linux 5.15 LTS qui est plus récente que celle utilisée dans Ubuntu 21.10 (Linux 5.13). Il a introduit un nouveau lanceur d'application remplaçant celui de GNOME. Cette version introduit aussi le support des Raspberry Pi 4 et 400. Dans cette version, Pop!_OS se sépare encore plus d'Ubuntu en intégrant sa propre infrastructure de mise à jour.

### 22.04 LTS
Pop!_OS 22.04 est sorti le 25 avril 2022 et est basé sur Ubuntu 22.04. La version du noyau Linux 5.16.19 est utilisée à la sortie et passe à la version GNOME 42. Cette mise à jour introduit la possibilité d'activer les mises à jour automatiquement en arrière-plan dès la sortie ou sur une base hebdomadaire. Elle ajoute un menu Aide dans les Réglages pour pouvoir accéder à la documentation de Pop!_OS, de joindre la communauté d'aide et de créer des fichiers journaliers (logs). Elle améliore aussi le planificateur de tâche en mettant plus de puissance de calcul sur la fenêtre sélectionnée (en avant-plan). Des multiples améliorations ont été ajoutées dans le Pop!_Shop comme l'onglet des applications récemments mise à jour.

## Commercialisation
System76 assemble et vend des ordinateurs où Pop!_OS est installé par défaut.
En France, la coopérative Commown propose en location une préinstallation de Pop!_OS sur des ordinateurs portables dédiés au jeu-vidéo.